# فرودگاه اچوتوپو
فرودگاه اچوتوپو (به انگلیسی: Achutupo Airport) یک فرودگاه با کد یاتا ACU است . این فرودگاه در کشور پاناما قرار دارد .

## شرکت‌های هواپیمایی و مقصدهای پروازی
| شرکت‌های هواپیمایی | مقصدهای پروازی                |
| ----------------- | ----------------------------- |
| Air Panama        | آلبروک مارکوس برندزینو گلابرت |